# فريدي غيلروي
فريدي غيلروي (بالإنجليزية: Freddie Gilroy)‏ (7 مارس 1936 – 28 يونيو 2016) هو ملاكم آيرلندي راحل، مثّل بلاده في الألعاب الأولمبية الصيفية 1956 وحقق الميدالية البرونزية في فئة وزن البانتام.

## روابط خارجية
فريدي غيلروي على موقع بوكس ريك (الإنجليزية) (registration required)
- فريدي غيلروي على موقع أوليمبيديا (الإنجليزية)